# Areobind
Areobind − konsul rzymski w roku 434, naczelny wódz armii wschodniorzymskiej w latach 434-449, w czasie panowania Teodozjusza II. Got z pochodzenia. Zmarł w 449 roku. Jego wnukiem był Areobindus Dagalaiphus Areobindus.